# François Fournier-Sarlovèse

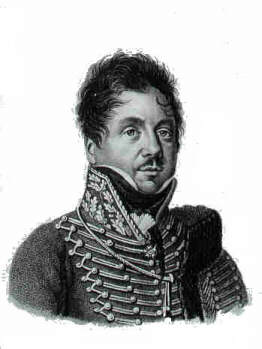
François Fournier-Sarlovèse

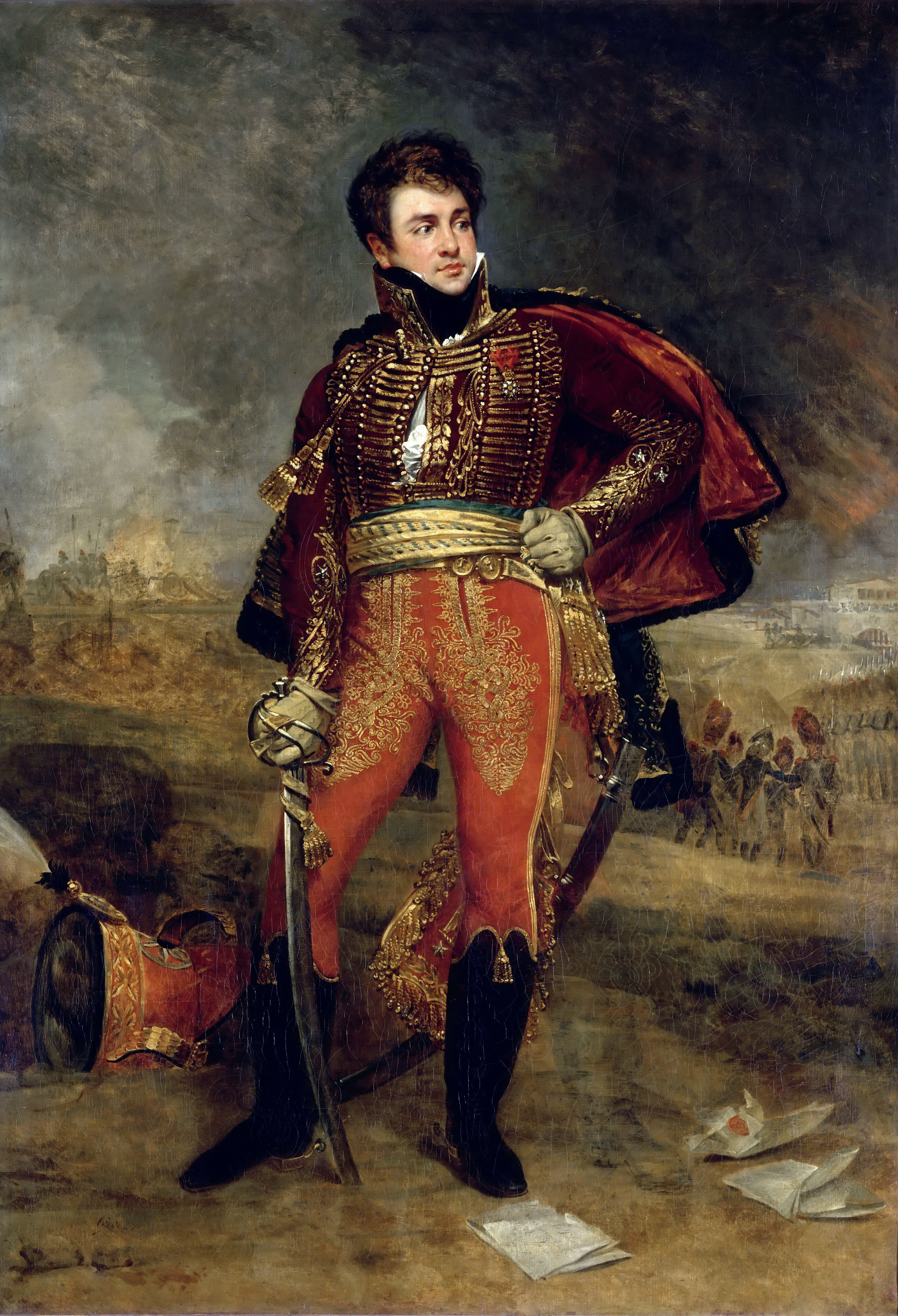
François Fournier, Öl auf Leinwand, Antoine-Jean Gros, 1812

François Fournier-Sarlovèse, auch Sarlovèze, (* 6. September 1773 in Sarlat, Dordogne; † 18. Januar 1827 in Paris) war ein französischer General des ersten Kaiserreichs.

## Leben
François Louis Fournier – den Beinamen Sarlovèse nahm er erst 1819 an, zur Zeit der zweiten bourbonischen Restauration – wurde 1773 in dem kleinen Ort Sarlat in der Provinz Périgord geboren. 1792 wurde er sechzehnjährig Unterleutnant in einem Dragonerregiment; auch Leutnant und Hauptmann wurde er bei derselben Waffengattung. Als Major (chef d’escadron) bei den Jägern zu Pferde (chasseurs à cheval) kommandierte er in der Schlacht bei Fleurus (26. Juni 1794) ein Regiment und wurde nach den Feldzügen der Sambre-und-Maas-Armee 1798, im Alter von noch nicht 23 Jahren, Oberst (chef de brigade) des 12. Husarenregiments.
Im Mai 1800 gehörte Fourniers 12. Husarenregiment der für den zweiten Italienfeldzug bestimmten Reservearmee an und ging mit dem von Jean Lannes befehligten Vortrab über die Alpen. Beim Angriff auf Châtillon im Aostatal (18. Mai 1800) zeichneten sich Fournier und seine Husaren so sehr aus, dass sie die Aufmerksamkeit des Generalstabschefs Berthier und Napoleons erregten und im weiteren Verlauf des Feldzuges mehrfach lobend im Kriegsbericht erwähnt wurden.
Trotz seiner Erfolge als Kavallerieführer stand Fourniers republikanische Gesinnung, mit der er nicht hinter dem Berg hielt, in scharfem Gegensatz zum Ersten Konsul Bonaparte. Die Angst vor dem Einfluss, den der Kommandeur damit auf seine Soldaten haben könnte, war vermutlich auch der Grund, warum Napoleon Oberst Fournier schließlich unter Arrest stellen und aus Frankreich entfernen ließ, indem er ihm einen Marschbefehl in die Karibik ausstellte. Dorthin brach Ende März 1805 eine Flotte unter dem Kommando des Vizeadmirals Villeneuve auf, um die britische Flotte aus den europäischen Gewässern wegzulocken.
Nach Frankreich zurückgekehrt erhielt Fournier mit Ausbruch des Vierten Koalitionskrieges in Deutschland wieder eine Verwendung in der Grande Armée. Am 8. Februar 1807 nahm er an der Schlacht bei Preußisch Eylau teil. Nach dem Sieg über das russisch-preußische Heer bei Friedland (→ Schlacht bei Friedland, 14. Juni 1807) wurde er zum Brigadegeneral befördert und erhielt das Kreuz der Ehrenlegion.
1808 und 1809 kämpfte Fournier mit Marschalls Neys Korps in Portugal und Spanien. Im Mai 1809 gelang es ihm, die Stadt Lugo gegen eine zehnfach überlegene Übermacht zu halten, bis die Stadt durch die Truppen des Marschalls Soult entsetzt werden konnte. Diese Leistung brachte ihm den Grafentitel (comte de l’empire) und das Offizierskreuz der Ehrenlegion.
1812 nahm Fournier an Napoleons Russlandfeldzug teil. Hier zeichnete er sich besonders während des Rückzugs aus, als er zur Deckung des Übergangs der französischen Truppen über die Beresina (→Schlacht an der Beresina) mit hessischen und badischen Kavallerieregimentern mehrere brillante Kavallerieattacken führte (28. November 1812). Zum Divisionsgeneral befördert, kämpfte er im folgenden Jahr in Sachsen und nahm im Oktober 1813 an der Völkerschlacht bei Leipzig teil (16.–19. Oktober 1813).
Wegen dessen unverblümt kritischen Äußerungen gegen seine Kriegführung ließ Napoleon Fournier noch während des Rückzugs der französischen Truppen zum Rhein im November 1813 verhaften und in die Festung Mainz abführen. Als Fourniers Eskorte von einer Gruppe russischer Kosaken angegriffen wurde, nutzte Fournier die Gelegenheit zur Flucht und reiste auf eigene Faust nach Mainz, um sich dort dem Gericht zu stellen.
Seines Kommandos enthoben und unter Bewachung gestellt, verbrachte Fournier die nächsten Monate im Exil in der Heimat. Erst die Rückkehr der Bourbonen brachte ihm die Freiheit und die Rückkehr in den aktiven Militärdienst. König Ludwig XVIII. ernannte ihn 1814 zum Ritter des Ordens vom hl. Ludwig. Während der Hundert Tage verhielt Fournier sich passiv. Nach der endgültigen Niederlage Napoleons bei Waterloo kandidierte er als Abgeordneter der Deputiertenkammer für das Arrondissement Sarlat und wurde außerdem mit der Auflösung des 9. Regiments Chasseurs à Cheval beauftragt (1815). 1816 wurde er Generalinspekteur der Kavallerie im 10. und 1819 im 13. Militärdistrikt. 1818 wurde er Mitglied der Kommission zur Planung der militärischen Verteidigung Frankreichs. 1822 findet sich sein Name auf der Ruhestandsliste.
Graf Fournier-Sarlovèse starb 1827 in Paris, im Alter von 54 Jahren. Er wurde auf dem Friedhof seiner Heimatstadt Sarlat beigesetzt, wo sich sein in Form eines Obelisken gestaltetes Grabmonument noch heute befindet.

## Schriften
- Considérations sur la législation militaire. – Paris : Veuve Agasse, 1815 Digitalisat der französischen Nationalbibliothek

## Auszeichnungen
- Ritter der Ehrenlegion, 6. Juli 1807[3]
- Offizier der Ehrenlegion, 30. Juni 1811[3]
- Kommandeur der Ehrenlegion, 14. Juli 1813[1][3]
- Ritter des königlichen und militärischen Ordens vom hl. Ludwig, 13. August 1814[1]
- Großoffizier der Ehrenlegion, 29. Oktober 1826 (Urkunde vom 17. Februar 1827)[3]